# 聖徳大学短期大学部
聖徳大学短期大学部（せいとくだいがくたんきだいがくぶ、英語: Seitoku University Junior College）は、千葉県松戸市岩瀬550に本部を置く日本の私立大学。1933年創立、1965年大学設置。

## 概観

### 大学全体
- 学校法人東京聖徳学園により千葉県松戸市に設置された日本の私立短期大学で、1965年に聖徳学園短期大学として開学した[1]。
- 2013年以降は、保育科（第1部、第2部）、総合文化学科の2学科からなる。
- かつて、通学課程で1学年5学科2,260名という日本一学生数の多い女子短期大学として話題になった時期もあり、とりわけ1992年度における学生総数は5,192人を記録した[2]。

### 建学の精神（校訓・理念・学是）
- 建学の精神は「和」となっている。聖徳太子の「和をもって尊しと成す」に由来する。

### 教育および研究
- 特筆すべきことは、保育科が設置されているところにあり、こちらは「保育の聖徳」として高い評価と実績がある。感性や表現力の育成により重点をおいているところに特徴があり、音楽教育にはとりわけ力をいれている。ほか、併設幼稚園での「教育実習」や「保育表現研究発表会」なども行なわれている。
- かつてあった介護福祉学科では、卒業と同時に介護福祉士の資格を取得することが前提となっており、卒業生の90%近くが福祉関係に就職している。
- 総合文化学科は、2023年度現在では４つのコースがあり、司書、フードスペシャリストなどの資格が得られる[3]
- 一般教育科目の「聖徳教育」を履修することが義務付けられている。また、聖徳学園シリーズコンサートの鑑賞が学生の必須科目として組み込まれている。

### 学風および特色
- 開学以来、女子のみを対象とした短大である（但し、通信教育部は男女共学）。
- 聖徳大学と同様に制服があり公式行事には着用が義務付けられている。デザインは大学と同じ。
- 大学と同様に、他学科学生および教職員との交流をねらいとした「アセンブリアワー」がある。
- 短大学生を対象とした「文化講演会」がある。小林節子が訪問したこともある。
- その他、学外研修や聖徳学園シリーズコンサートなどがある。
- II部が設置されており、近年まれに見る通学課程における勤労学生がいる。
- 通信教育部保育科がある。通学と同様、「音楽」にはとりわけ力を入れており、ピアノのレベルが高く、保育士資格や幼稚園教諭免許状を取得するには、ツェルニーNo.30番程度のレベルの課題曲をクリアーしなければならないことになっている。卒業総合面接として「聖徳教育」が課されている。修業年限は基本的に3年制となっているが、最長6年まで在籍できる。 夏期スクーリングは、概ね7月中旬から8月初旬にかけて行われている。春期スクーリングは、概ね3月中旬から下旬にかけて行われている。なお、スクーリングについては地方で実施されていないので、本学まで通学する必要がある。宿泊施設について、女性に対しては学生寮が奨励されているが、男性は低廉のビジネスホテルが紹介されている。科目試験は本学ほか概ね全国の主要都市で地方試験が実施されている。

## 沿革
- 1933年  - 川並香順・孝子夫妻により東京市大森区（現在の大田区）に聖徳家政学院・新井宿幼稚園を創立[4][5]。

（この間の沿革は学校法人東京聖徳学園の項を参照）
- 1965年
  - 1月25日 - 文部省より短期大学の設置が認可される[6]。
  - 4月1日 - 短期大学が以下の内容で開学する[6][7]。
    - 短期大学名 聖徳学園短期大学（せいとくがくえんたんきだいがく）
    - 川並香順が初代学長に就任[8][9]。

| 学科＼項目 | 学生数 | 入学定員 | 備考            |
| ---------- | ------ | -------- | --------------- |
| 家政科     | 19     | 100      | [ 10 ] [ 注 2 ] |
| 保育科     | 41     | 50       | [ 10 ] [ 注 2 ] |

- 1966年
  - 4月1日 - 家政科が専攻分離される。
    - 被服専攻 入学定員50名[11]
    - 食物栄養専攻 入学定員50名[11]
- 1967年
  - 1月18日 - 専攻科等の設置を認められ、4月1日より以下の2専攻が開設される[12]。
    - 食物専攻 入学定員25名[13]
    - 保育専攻 入学定員25名[13]
    - 別科被服専修 入学定員100名[14]

  - 4月1日 - 家政科食物栄養専攻の入学定員を50名→100名に増員[15][16]。
- 1968年
  - 4月1日 - 専攻科に被服専攻を設置[17]。
- 1969年
  - 2月8日 - [18]学科の増設が認可される[19]。
    - 文学科
      - 国文専攻 入学定員20名[20]
      - 英文専攻 入学定員20名[20]

    - 音楽科 入学定員50名[20]
    - 保育科第二部 100名[20]

  - 家政科食物栄養専攻の入学定員100名→150名に増員[21]。
- 1970年
  - 5月1日 - 昨年新設の学生数[22]
    - 文学科：女50
    - 保育科第二部：女312
    - 音楽科：女87
- 1971年
  - 4月1日 - 保育科の入学定員を以下の通り変更する[23]。
    - 第一部 50→100[24]
    - 第二部 50→100[24]

  - 専攻科に新たな課程を設置。
    - 保育専攻第二部。それにともない、保育専攻は保育専攻第一部に改称。
    - 音楽専攻
- 1972年
  - 4月1日 - 保育科に通信教育部を設置[25]。
  - 同上 - 初等教育学科を増設（入学定員200名[26]より。
- 1973年
  - 2月 - 保育科通信教育部が厚生省[注 3]より保母養成施設として認められる。
  - 4月1日
    - 音楽科が専攻分離される。
      - 器楽専攻 入学定員50名
      - 声楽専攻 入学定員50名

    - 一部の学科及び専攻課程の入学定員が以下の通り変更される。
      - 初等教育学科 50→200。それによる総定員が250名に対し、学生数[注 2]女270[27]
      - 文学科国文専攻 20→30
      - 保育科
        - 第一部 200→100
        - 第二部 100→200 修業年限2年を3年に変更。
- 1974年
  - 4月1日
    - 初等教育学科に第二部を新設（入学定員50名[28]学生数[注 2]女63[29]。
- 1975年
  - 4月1日 - 一部の学科・専攻の入学定員を増員する。
    - 文学科
      - 国文専攻 30→100
      - 英文専攻 20→100

    - 初等教育学科第一部 200→350
    - 保育科第一部 200→400
- 1976年
  - 4月1日 文学科に仏文専攻を設置[注 4]。さらに、一部の学科・専攻の入学定員を増員する。
    - 初等教育学科第一部 350→400[注 5]
    - 保育科第一部 400→450[注 6]
    - 音楽科器楽専攻 50→100[注 7]

  - 4月1日 初等教育科第二部を置く[注 8]
- 1981年
  - 文学科の専攻名称を変更[32]。
    - 国文専攻→国語国文専攻 さらに入学定員100→160に増員[32]。
    - 英文専攻→英語英文専攻
    - 仏文専攻→仏語仏文専攻

  - 初等教育学科第二部の修業年限を3年制から2年制に変更[32]。
  - 一部の学科・専攻の入学定員を以下の通り変更される[32]。
    - 保育科
      - 第一部 450→600
      - 第二部 200→50
- 1985年
  - 4月1日 - 音楽科の専攻課程における入学定員を以下の通り変更する[33][34]。
    - 器楽専攻 増減なし
    - 声楽専攻 50→45 下記の専攻課程における新設と引き換えに減員。
    - 作曲専攻 入学定員 5
- 1986年 - 各学科及び各専攻の臨時増員が以下の内容で行われる[35]。
  - 文学科
    - 国語国文専攻 160→320
    - 英語英文専攻 100→200
    - 仏語仏文専攻 50→90

  - 家政学科
    - 被服専攻 50→100
    - 食物栄養専攻 150→300
- 1987年
  - 1月27日 - 放送大学との単位互換協定を締結する[36][37]。
- 1988年
  - 4月1日 - 通信教育部保育科が男女共学となる[注 10]。
- 1989年
  - 4月1日  生活文化学科に生活福祉専攻が設置される[39]。
  - 同 専攻科に福祉専攻を設置[39]。
- 1990年
  - 4月1日 聖徳大学開学にともない聖徳大学短期大学部に改称[40]。
  - 同 専攻科被服専攻・食物専攻を廃止[40]。
  - 同 初等教育学科第一部の入学定員400→300に減員[41][40]。
- 1993年 - 専攻科に新たな課程を設置[42]。
  - 初等教育専攻
  - 国語専攻
  - 英語専攻
  - 仏語専攻
  - 食生活専攻
  - 服飾文化専攻
- 1994年
  - 4月1日 専攻科保育専攻に通信教育部を設置。専攻科初等教育専攻を昼夜開講制とする[43]。
  - 同 専攻科保育専攻第一部・第二部を統合開始して、昼夜開講制とする[43]。
- 1997年
  - 4月1日 - 文学科の専攻名称を変更する[44]。
    - 国語国文専攻→日本語日本文化専攻
    - 仏語仏文専攻→フランス語フランス文化専攻
- 1998年 - 以下の学科及び専攻をこの年度で最後の受け入れとする。
  - 音楽科[45][注 11]
    - 器楽専攻 入学定員80名
    - 声楽専攻 入学定員15名
    - 作曲専攻 入学定員5名

  - 初等教育学科
    - 第一部[注 12]
    - 第二部[注 13]
- 2000年
  - 4月1日
    - 生活文化学科生活福祉専攻（前年度の入学定員105名）を介護福祉学科として以下の通りに改組する[48][49]。
      - 第一部 入学定員105名
      - 第二部 入学定員40名（3年制）

    - 一部の学科及び専攻課程の入学定員を一部変更する[50]。
      - 生活文化学科服飾文化専攻 100→90[49]
      - 文学科
        - 日本語日本文学専攻 295→200[49]
        - 英語英文専攻 180→125[49]
        - フランス語フランス文化専攻 55→15[49]
- 2001年
  - 4月1日 - 専攻科に医療保育専攻を置く[51]。
  - 7月30日 - 音楽科が正式に廃止される[52]。
- 2002年
  - 12月19日 - 初等教育科が正式に廃止される[53]。
- 2004年 - 
  - 4月1日 この年度の入学生より文学科と生活文化学科を統合開始し、総合文化学科とする[54]。
  - 同 専攻科食生活専攻を廃止する[54]。
- 2005年 - 専攻科国語専攻・英語専攻・仏語専攻が廃止される[55]。
  - 12月31日 - 文学科が正式に廃止される[56]。
- 2006年 - 介護福祉学科第二部の学生募集を最後とする[注 14]
- 2008年 - 介護福祉学科第一部の学生募集を最後とする[注 15]
- 2009年
  - 3月31日 - 介護福祉学科第二部が正式に廃止される[58]。
  - 4月1日 - 保育科の入学定員が600から350に減員される[58]。
- 2010年
  - 3月31日 - 介護福祉学科第一部が正式に廃止される[59]。
- 2014年
  - 1月 平成26年度大学入試センター試験参加短期大学の1校となる[60]。
- 2015年
  - 1月 平成27年度大学入試センター試験参加短期大学の1校となる[61]。
- 2016年
  - 1月 平成28年度大学入試センター試験参加短期大学の1校となる[62]。

## 基礎データ

### 所在地
- 千葉県松戸市岩瀬550

### 交通アクセス
- JR常磐線松戸駅下車。イトーヨーカ堂の裏手にある小高い丘の上に所在する。

### 象徴
- 聖徳大学短期大学部のカレッジマークは大学と同じものを使用している。右記も参照[4]

## 教育および研究

### 組織

#### 学科
- 保育科
  - 第一部[注 16]
  - 第二部（3年制）
  - 通信教育部（3年制）
- 総合文化学科

##### 学科の変遷
- 保育科
  - 第一部[注 16]
  - 第二部
  - 通信教育部
- 家政科→生活文化学科[注 17][注 18]→総合文化学科
  - 被服専攻→服飾文化専攻[注 17][注 18]
  - 食物栄養専攻→生活文化専攻[注 17][注 18]
  - 生活福祉専攻[注 19]→介護福祉学科第一部→介護福祉学科[注 20]
- 介護福祉学科第二部[注 21]
- 文学科[注 17][注 22]→総合文化学科
  - 国文専攻→国語国文専攻→日本語日本文学専攻[注 17][注 22]
  - 英文専攻→英語英文専攻[注 17][注 22]
  - 仏文専攻→仏語仏文専攻→フランス語フランス文化専攻[注 17][注 22]
- 音楽科[注 23][注 24]：聖徳大学の人文学部音楽文化学科（現在の音楽学部）に改組された。
  - 器楽専攻[注 23][注 24]
  - 声楽専攻[注 23][注 24]
  - 作曲専攻[注 23][注 24]
- 初等教育学科：聖徳大学の人文学部児童学科（現在の児童学部）に統合された。
  - 第一部[注 23][注 25]
  - 第二部[注 23][注 25]

#### 専攻科
- 保育専攻（昼夜開講制）（2年制）
- 医療保育専攻（1年制）
- 服飾文化専攻（2年制）

##### 廃止された専攻科[63]
- 初等教育専攻：昼夜開講制
- 食生活専攻
- 国語専攻
- 英語専攻
- 仏語専攻
- 音楽専攻
- 介護福祉専攻

#### 別科
- かつては被服専修が設置されていた[64]。

##### 取得資格について
資格
- 保育士：保育科第一部・第二部・通信教育部にて取得可能。1965年3月18日をもって厚生省[注 26]より保母養成施設として認可される。
- 介護福祉士：専攻科介護福祉専攻については、指定保育士養成施設を卒業して保育士資格を有していることが必要である[注 27]。
- 栄養士：かつては生活文化学科生活文化専攻の食物栄養コースに設けられていた。
- 司書：保育科・介護福祉学科・総合文化学科いずれの学科でも取得できる。
- 司書教諭：現在は総合文化学科の学生対象[注 28]。

教職課程
- 幼稚園教諭二種免許状：専攻科修了後、一定の基準をみたせば一種免許状に昇進できる[注 29]。
  - 保育科
    - 第一部
    - 第二部
    - 通信教育部

  - 総合文化学科（幼児栄養ブランチ）
  - かつては、初等教育学科第一部・第二部にも設置されていた[2]。
- 小学校教諭二種免許状：かつての初等教育学科第一部、第二部[2]。
- 養護教諭二種免許状：総合文化学科。かつては、介護福祉学科第一部、第二部にも設置されていた[65]。
- 中学校教諭二種免許状：専攻科修了後、一定の基準をみたせば一種免許状に昇進できる。
  - 家庭：総合文化学科にて。かつては、生活文化学科の全専攻に設置されていた[65]。
  - 国語：総合文化学科にて取得できる。かつては、文学科日本語日本文学専攻に設置されていた[65]。
  - 英語：総合文化学科にて取得できる。かつては、文学科英語英文専攻に設置されていた。[65]。
  - フランス語：かつて存在した文学科フランス語フランス文化専攻にて設置されていた[65]。この種の教科が設けられていた短大は極めて珍しいものとなっていた[注 30]。
  - 保健：かつて存在した生活文化学科生活文化専攻ほか介護福祉学科第一部・第二部にも設けられていた[65]。
  - 音楽：かつて存在した音楽科にて設置されていた[2]。
- その他、詳細はホームページなどを参照されたい。

### 教育
- 現代的教育ニーズ取組支援プログラム
  - 2006年に採択されている。

## 学生生活

### 部活動・クラブ活動・サークル活動
- 聖徳大学短期大学部のクラブ活動：大学と合同となっている。

### 学園祭
- 聖徳大学短期大学部の学園祭は「聖徳祭」と呼ばれ、大学と合同で行われている。実施時期は、毎年概ね11月頃となっている。

## 大学関係者と組織

### 大学関係者組織
- 聖徳大学短期大学部には「香和会」と称した同窓会組織がある。

### 大学関係者一覧

#### 大学関係者
- 川並弘昭 - 三代目学長
- 毒蝮三太夫 - 介護福祉学科客員教授
- 柴田喜代子 - 音楽科教授

#### 出身者
- 羽村京子 - 声優

## 施設

### キャンパス
- 基本的には、大学と共同使用となっている。1号館・2号館・3号館・7号館・川並記念講堂・クリスタルホールなどがある。

### 寮
- 聖徳大学短期大学部の学生寮は、聖徳大学との共同として「順和寮」・「香風寮」・「富士見寮」・「和心寮」がある。以前は「考和寮」も存在したが、2013年度を以って閉鎖した。[66][67]

## 対外関係

### 他大学との協定
- 放送大学[68]

## 系列校
学校法人東京聖徳学園#設置校を参照

## 卒業後の進路について

### 就職について
- 保育科学生は保育所や幼稚園、介護福祉学科では高齢者福祉施設での介護職員が多い傾向にある。かつて開設されていた学科を含めてその他の学科は一般企業や教職員など。

### 編入学・進学実績
- 聖徳大学や聖徳大学短期大学部専攻科への進学者が多い。専攻科修了生は聖徳大学大学院への進学者もいる。